# 青木哲也
青木 哲也（あおき てつや、1966年1月4日 - ）は、ジャパンアクションエンタープライズ所属の俳優、スタントマン、アクションコーディネーター、アクション監督。神奈川県出身。趣味は洋楽・ビデオ・映画鑑賞、特技は乗馬・スキューバダイビング。

## 出演

### テレビドラマ
- 必殺スペシャル・春 勢ぞろい仕事人! 春雨じゃ、悪人退治（1990年、ABCテレビ）
- 岡っ引どぶ 第4話「謎の連凧殺人事件」（1991年、フジテレビ / 映像京都）
- 銭形平次第1シリーズ（1991年、フジテレビ）
- 金田一耕助の傑作推理(12)『魔女の旋律』（1991年、TBS）
- 大岡越前 第13部 第13話（1993年2月8日、TBS / C.A.L）
- 暴れん坊将軍シリーズ（テレビ朝日） 
  - 暴れん坊将軍IV（1992年、第69話）- 次郎吉 役
  - 暴れん坊将軍V（1993年4月3日 - 1994年3月26日、第29話）
  - 暴れん坊将軍VI（1995年、第33話）- 六助 役
  - ドラマスペシャル 暴れん坊将軍（2008年12月29日）
- 名奉行 遠山の金さん（テレビ朝日 / 東映）
  - 第5シリーズ
    - 第8話「白い肌に溺れた与力」（1993年）
    - 第18話「外国船に潜入した女」（1993年）

  - 第6シリーズ 第22話「還暦祝い毒殺事件」（1995年）
- 松本清張の異変街道（1993年10月29日、フジテレビ）- 後棒 役
- 太陽とお月さま（1994年3月18日、フジテレビ）
- 銭形平次第5シリーズ スペシャル8 『消えた弁財天』（1995年、フジテレビ）
- 味いちもんめ 第2シリーズ 第1話（1996年、テレビ朝日）
- 忠臣蔵（1996年、フジテレビ）- 三村次郎左衛門 役
- 桜吹雪美人スリ三姉妹がいく みちのく温泉秘宝さがし旅（1997年3月15日、ABCテレビ）
- 水戸黄門シリーズ（TBS）
  - 第27部（1999年3月22日 - 10月18日）- 第4話ゲスト
  - 第29部（2001年4月2日 - 9月17日）
  - 第34部（2005年1月10日 - 6月6日）- 西条右近 役（第14話）
  - 第36部（2006年7月24日 - 12月18日）- 音蔵 役（第15話）
  - 第38部（2008年1月7日 - 6月30日）- 第2話ゲスト　
  - 第39部（2008年10月13日 - 2009年3月23日）
  - 第40部（2009年7月27日 - 12月21日）
- 痛快!三匹のご隠居 第2話（1999年、テレビ朝日）
- 隠密奉行朝比奈 （1999年、フジテレビ）
- 八丁堀の七人第1シリーズ 第2話（2000年1月13日 - 3月16日、テレビ朝日）
- 慎吾ママドラマスペシャル「おっはー」は世界を救う（2001年1月8日、フジテレビ）- ギャング 役
- 鞍馬天狗（2001年3月9日、フジテレビ）
- SABU 〜さぶ〜（2002年5月14日、名古屋テレビ）
- 子連れ狼 （テレビ朝日）
  - 第1部 第8/9話ゲスト（2002年）
  - 第3部 完結篇 第1-10話（2004年）
- 太閤記 サルと呼ばれた男（2003年12月27日、フジテレビ）※2004年12月28日にディレクターズカット版を放送
- 丹下左膳（2004年6月30日、日本テレビ）
- 国盗り物語 第4部（2005年1月2日、テレビ東京）
- 名奉行! 大岡越前（テレビ朝日）
  - 第1部 第10話（2005年4月18日 - 6月20日）
  - 第2部 第2-10話（2006年4月18日 - 7月18日）- 山岸 役
- おみやさんシリーズ（テレビ朝日）
  - 第4シリーズ 第6話（2005年4月21日 - 6月23日）
  - 第6シリーズ（2008年10月16日 - 2009年3月19日）- 男 役
- 狩矢警部シリーズ（TBS）
  - 京都華道家元殺人事件（2005年10月24日）
  - 京都阿修羅王殺人事件（2008年4月14日）
- 風林火山（2006年1月8日、テレビ朝日）
- 戦国自衛隊・関ヶ原の戦い（2006年、日本テレビ）- 第1話ゲスト
- 功名が辻（2006年、NHK）- 斥候 役（第1話）
- 巷説百物語 飛縁魔（2006年3月26日、WOWOW）
- GW大型特番「ニッポンが好きな100人の偉人」（2006年、日本テレビ）
- 科捜研の女（テレビ朝日）
  - 第7シリーズ（2006年7月6日 - 9月6日）
  - 新・科捜研の女 第8シリーズ（2008年4月17日 - 6月19日）
- 新・桃太郎侍 第3話（2006年、テレビ朝日）
- 太閤記〜天下を獲った男・秀吉 第1話（2006年、テレビ朝日）
- 信長の棺（2006年、テレビ朝日）
- 逃亡者 おりん 第11話「裏切りに哭いた愛」（2007年1月12日、テレビ東京）- 手鎖人小平太 役
- 忠臣蔵 瑤泉院の陰謀（2007年、テレビ東京）- 笠原長右衛門 役
- 明智光秀〜神に愛されなかった男〜（2007年、フジテレビ）
- 白虎隊 第1/2話（2007年、テレビ朝日）
- 遠山の金さん（2007年、テレビ朝日）
- 素浪人 月影兵庫 第8話（2007年、テレビ朝日）
- 刺客請負人 第7話（2007年、テレビ東京）
- お江戸吉原事件帖（2007年、テレビ東京）
- 京都地検の女シリーズ（テレビ朝日）
  - 第4シリーズ（2007年10月25日 - 12月20日）
  - 第5シリーズ（2009年4月23日 - 6月18日）- 刑事 役
- 徳川風雲録 八代将軍吉宗 第一部「見参!紀州の暴れ龍」（2008年1月2日、テレビ東京）- 手付 役
- 天と地と（2008年1月6日、テレビ朝日）
- 幻十郎必殺剣（2008年、テレビ東京）- 磯崎壮八郎 役（第5話）
- 徳川家康と三人の女（2008年、テレビ朝日）
- 密命 寒月霞斬り（2008年、テレビ東京）
- 主水之助七番勝負〜徳川風雲録外伝〜（2008年、テレビ東京）
- 忠臣蔵 音無しの剣（2008年、テレビ朝日）
- 肉体の門（2008年、テレビ朝日）
- 寧々〜おんな太閤記（2009年、テレビ東京)
- 浪花の華〜緒方洪庵事件帳〜（2009年、NHK)
- 落日燃ゆ（2009年、テレビ朝日）
- 金曜プレステージ「木枯し紋次郎」（2009年、フジテレビ）
- 外事警察 第1話（2009年、NHK）- SAT 役
- オトコマエ!2（2009年、NHK）- 帆之丞吹き替え
- サラリーマン金太郎2（2010年、テレビ朝日）- 天現寺竜吹き替え
- SPEC〜警視庁公安部公安第五課 未詳事件特別対策係事件簿〜（2010年、TBS）- SIT隊員 役
- SPEC〜翔〜（2012年、TBS）- 警備警官 役
- クロヒョウ2 龍が如く 阿修羅編（2012年、TBS）- 阿修羅メンバー 役
- ダーティ・ママ! 第1話（2012年、日本テレビ）- 経理課長 役
- 車イスで僕は空を飛ぶ（2012年、日本テレビ）
- ダブルフェイス（2012年、TBS/WOWOW）- 教官 役
- TAKE FIVE〜俺たちは愛を盗めるか〜（2013年、TBS）- 警備員 役（第8話）
- SPEC〜零〜（2013年、TBS）
- TRICK 新作スペシャル3（2014年1月12日、テレビ朝日）- アクションクルー
- MOZU Season1〜百舌の叫ぶ夜（2014年、TBS）- 取石 役
- ドラマW MOZU Season2〜幻の翼〜（2014年、WOWOW）- アクションコーディネーター代理、アクションクルー、スタント
- 東京が戦場になった日（2014年、NHK）- 火だるまスタント
- 大杉探偵事務所 美しき標的編（2015年、WOWOW）- 警視庁ダイバー 役他
- 三匹のおっさん2（2015年、テレビ東京）- アクションクルー
- ヤメゴク〜ヤクザやめて頂きます〜（2015年、TBS）- マル暴刑事 役（第1話）
- ど根性ガエル（2015年、日本テレビ）- アクションクルー
- アガサ・クリスティ 二夜連続ドラマスペシャル 大女優殺人事件～鏡は横にひび割れて～（2018年、テレビ朝日）- 壮士 役
- 絶対零度〜未然犯罪潜入捜査〜（2018年、フジテレビ）- 吹き替え
- ハコヅメ〜たたかう！交番女子〜（2021年、日本テレビ）

### 特撮テレビドラマ
- 世界忍者戦ジライヤ（1988年 - 1989年、テレビ朝日）- 聖忍 アラムーサ[2]、特殊忍者群・木、化忍パルチス[3] 役
- スーパー戦隊シリーズ（テレビ朝日）
  - 侍戦隊シンケンジャー（2009年 - 2010年）- 側近B 役
  - 特命戦隊ゴーバスターズ（2012年 - 2013年）
  - 獣電戦隊キョウリュウジャー（2013年 - 2014年）
  - 烈車戦隊トッキュウジャー（2014年 - 2015年）
  - 手裏剣戦隊ニンニンジャー（2015年 - 2016年）
  - 魔進戦隊キラメイジャー（2020年 - 2021年）
  - 暴太郎戦隊ドンブラザーズ（2022年 - 2023年）
  - 王様戦隊キングオージャー（2023年 - 2024年）
  - 爆上戦隊ブンブンジャー（2024年 - ）
- 仮面ライダーシリーズ（テレビ朝日）
  - 仮面ライダーウィザード（2012年 - 2013年）
  - 仮面ライダー鎧武/ガイム（2013年 - 2014年）
  - 仮面ライダードライブ（2014年 - 2015年）
  - 仮面ライダージオウ（2018年 - 2019年）
  - 仮面ライダーゼロワン（2019年 - 2020年）
  - 仮面ライダーセイバー（2020年 - 2021年）
  - 仮面ライダーリバイス（2021年 - 2022年）

### 映画
- 江戸城大乱（1991年）- スタント
- 阿修羅城の瞳（2005年）
- 男たちの大和/YAMATO（2005年）
- 大奥（2006年）
- 大帝の剣（2007年）
- ゲゲゲの鬼太郎（2007年）
- 茶々 天涯の貴妃（2007年）- 傀儡師 役
- TAJOMARU（2009年）- 桜丸家臣 役
- 劇場版TRICK 霊能力者バトルロイヤル（2010年）
- BECK（2010年）
- 半次郎（2010年）
- 漫才ギャング（2011年）- 警官 役
- さや侍（2011年）- アクション補佐/与力 役
- 探偵はBARにいる（2011年）- 塾生 役
- ワイルド7（2011年）- 強盗犯C 役
- 源氏物語 千年の謎（2011年）
- 宇宙兄弟（2012年）- ダミアン吹き替え
- BRAVE HEARTS 海猿 （2012年）- コンテナ船の男 役
- エイトレンジャー∞（2012年）- ヒーローA 役
- 外事警察 その男に騙されるな（2012年）- 拉致する男 役
- 天地明察（2012年）- 襲撃者 役
- 探偵はBARにいる2 ススキノ大交差点（2013年）- マスク軍団/吹き替え
- 人類資金（2013年）- 美由紀の部下 役
- トリック劇場版 ラストステージ（2014年）
- ヌイグルマーZ（2014年）- アクションクルー
- サンブンノイチ（2014年）- サラリーマン 役
- エイトレンジャー2（2014年）
- 暗殺教室（2015年）- アクションクルー/セーフティー
- Zアイランド（2015年）- アクションクルー
- 天空の蜂（2015年）- アクションクルー
- 暗殺教室〜卒業編〜（2016年）- アクションクルー
- 真田十勇士（2016年）- アクションクルー
- パンク侍、斬られて候（2018年）- 藩士 役／アクションクルー
- 居眠り磐音（2019年）- 種市仞之丞 役
- 太陽は動かない（2020年）[4]
- セイバー+ゼンカイジャー スーパーヒーロー戦記（2021年）
- 仮面ライダーシリーズ
  - 劇場版 仮面ライダー響鬼と7人の戦鬼（2005年）- チンピラ侍 役
  - 仮面ライダー×仮面ライダー×仮面ライダー THE MOVIE 超・電王トリロジー EPISODE RED ゼロのスタートウィンクル（2010年）- チンピラ 役
  - オーズ・電王・オールライダー レッツゴー仮面ライダー（2011年）- 怪人 役
  - 劇場版 仮面ライダーウィザード in Magic Land（2013年）
  - 劇場版 仮面ライダー鎧武 サッカー大決戦!黄金の果実争奪杯!（2014年）
  - 仮面ライダー×仮面ライダー ゴースト&ドライブ 超MOVIE大戦ジェネシス（2015年）
  - 仮面ライダー1号（2016年）
  - 平成仮面ライダー20作記念 仮面ライダー平成ジェネレーションズ FOREVER（2018年）
  - 劇場版 仮面ライダージオウ Over Quartzer（2019年）[5]
  - 仮面ライダー 令和 ザ・ファースト・ジェネレーション（2019年）[6]
  - 劇場版 仮面ライダーゼロワン REAL×TIME（2020年） - アクションクルー[7]
- スーパー戦隊シリーズ
  - 海賊戦隊ゴーカイジャー THE MOVIE 空飛ぶ幽霊船（2011年）
  - 烈車戦隊トッキュウジャー THE MOVIE ギャラクシーラインSOS（2014年）
  - 烈車戦隊トッキュウジャーVSキョウリュウジャー THE MOVIE（2015年）
  - 機界戦隊ゼンカイジャー THE MOVIE 赤い戦い! オール戦隊大集会!!（2021年）[8]
- スーパーヒーロー大戦シリーズ
  - 平成ライダー対昭和ライダー 仮面ライダー大戦 feat.スーパー戦隊（2014年）
  - スーパーヒーロー大戦GP 仮面ライダー3号（2015年）
  - 仮面ライダー×スーパー戦隊 超スーパーヒーロー大戦（2017年）

### イベント
- 滝沢秀明ソロ・コンサート09夏（2009年）
- JAE Super Entertainment Live 「白鎧亜」（2010年）
- ドラマティック・ライブステージ「IRIS」（2010年）- セーフティー
- Tackey SUMMER CONCERT 2010（2010年）- セーフティー
- JAE NAKED LIVE「がんばろう 日本！」（2011年）

### CM
- 大正製薬 「リポビタンD」

### ゲーム
- 新・忍伝（1995年）- 実写ムービー主演・ショウ役

### Vシネマ
- 帰ってきた特命戦隊ゴーバスターズVS動物戦隊ゴーバスターズ（2013年）
- ゼロワン Others 仮面ライダー滅亡迅雷（2021年）
- 仮面ライダーギーツ ジャマト・アウェイキング（2024年）

### ネットムービー
- ネット版 仮面ライダーウィザード イン マジか!?ランド（2013年）
- 三井不動産レジデンシャル製作WEBドラマ「タイムスリップ!堀部安兵衛」（2014年）- アクションクルー
- SICK'S 恕乃抄 〜内閣情報調査室特務事項専従係事件簿〜（2018年、Paravi）- アクションクルー
- リバイスレガシー 仮面ライダーベイル（2022年、東映特撮ファンクラブ）
- 仮面ライダージャンヌ&仮面ライダーアギレラ withガールズリミックス（2022年、東映特撮ファンクラブ）
- 王様戦隊キングオージャー ラクレス王の秘密（2023年、東映特撮YouTube Official） - オオクワガタオージャー[9]

### PV
- JASMINE PV　- 甲冑武将 役
- AKB48「フライングゲット」（2011年）- 赤べこ48 役

## アクションコーディネート

### テレビドラマ
- 金田一少年の事件簿N（neo）（2014年7月19日 - 9月20日、日本テレビ）
- 金曜ロードショー特別ドラマ企画「視覚探偵 日暮旅人」（2015年、日本テレビ）
- 紅白が生まれた日（2015年3月21日、NHK）
- NHKスペシャル「私を襲った津波〜その時何が起こったか〜」（2016年、NHK）
- NHKスペシャル「未解決事件file.05 ロッキード事件」（2016年、NHK）
- スタジオパークからこんにちは（2016年、NHK）
- ドラマ10「コントレール〜罪と恋〜」（2016年4月15日 - 6月10日、NHK）
- プレミアムドラマ「奇跡の人」（2016年、NHK）
- 刑事バレリーノ（2016年、日本テレビ）
- 神の舌を持つ男（2016年、TBS）
- 大河ドラマ「真田丸」（2016年、NHK）
- 連続テレビ小説「とと姉ちゃん」（2016年4月4日 - 10月1日、NHK）
- レンタル救世主（2016年、日本テレビ）
- ぼくらの勇気 未満都市2017（2017年、日本テレビ）
- 視覚探偵 日暮旅人（2017年1月22日 - 3月19日、日本テレビ）
- フランケンシュタインの恋（2017年4月23日 - 6月25日、日本テレビ）- 共同
- トドメの接吻（2018年、日本テレビ）
- 卒業バカメンタリー（2018年、日本テレビ）
- 大河ドラマ 麒麟がくる　(2020年、NHK総合)

### 映画
- 劇場版 MOZU（2015年、東宝）- 助手
- 関ヶ原（2017年、東宝･アスミックエース）- 共同
- ぐらんぶる（2020年、ワーナー・ブラザース映画）- アクション指導

### CM
- KIRIN「淡麗極上＜生＞」（2016年）

### 舞台
- 警視庁抜刀課 vol.1（2017年、CBGKシブゲキ!!）

### ライブ
- NMB48 Arena Tour 2015〜遠くにいても〜（2015年、大阪城ホール）
- AI&YUKI JAPAN Secret ShowCase Live（2017年8月28日・8月29日、きゃりあんショーホール）